# Bileam

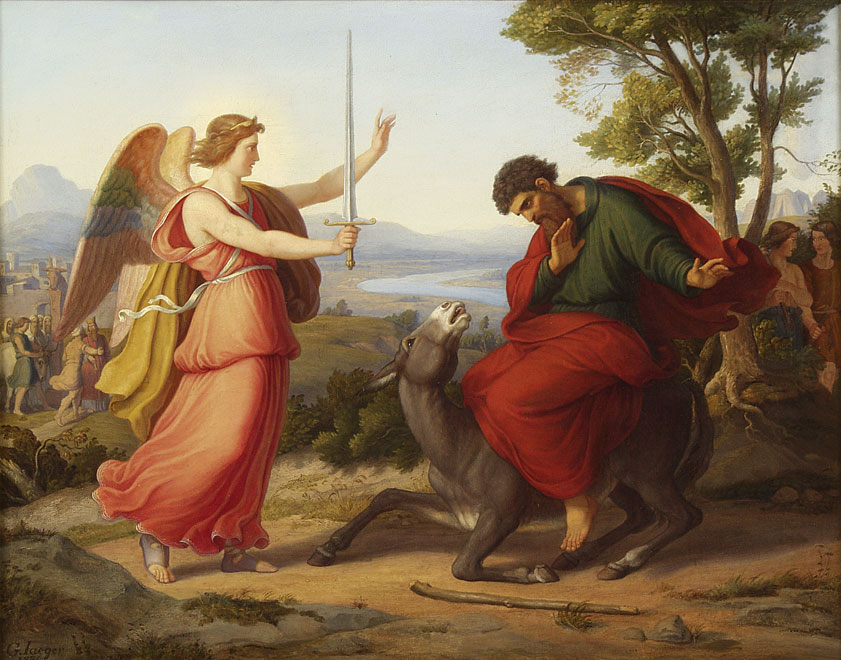
Bileam und der Engel, Gemälde von Gustav Jaeger, 1836

Bileam (hebräisch בִּלְעָם, auch altgriechisch Βαλαάμ Balaam in der Septuaginta), der Sohn des Beor, war ein am Euphrat lebender Seher. Der Moabiterkönig Balak drängt – trotz JHWHs eindeutigem Missfallen – Bileam vergebens dazu, das Volk Israel zu verfluchen, was sich laut biblischer Erzählung in einen Segen kehrt.

## Biblische Überlieferung

### Tanach (Altes Testament)
Im 4. Buch Mose (Numeri) 22–24  des Alten Testaments wird berichtet, dass Balak, der König der Moabiter, Bileam bittet, den bedrohlichen Vormarsch Israels aus Ägypten durch einen Fluch zu stoppen. Bileam lehnt eine erste, schmeichelnde Einladung Balaks nach Rücksprache mit Gott ab. Er wird erneut von Balak eingeladen und folgt jetzt der Einladung, nachdem Gott ihn diesmal ziehen lässt. Bileam reitet auf seiner Eselin los, die vor einem Engel mit Schwert auf dem Weg zurückscheut. Als Bileam sie deswegen schlägt, verleiht ihr JHWH die Stimme, und sie klagt darüber bei ihrem Herrn. Bileam erreicht die „Gassenstadt“ Balaks. Dort will er sich einerseits Balak zur Verfügung stellen, um Gottes Volk zu verfluchen. Andererseits will er nach wie vor Gott gehören, der gesagt hat, dass sein Volk gesegnet sei. Erst auf der „Höhe Baals“, dann auf der „Höhe Pisga“, dann auf dem „Berg Peor“, von denen aus man das Volk Israel sehen kann, lässt Balak auf Geheiß Bileams sieben Altäre bauen, auf denen Bileam und Balak je einen Stier und einen Widder opfern. Unter Darbringung dieser Opfer gerät der von Balak erwünschte Fluch zu einem dreimaligen Segen. Daraufhin prophezeit Bileam seinen Auftraggebern den Untergang und ergreift die Flucht.
Nach jüdischer Sicht ist die Episode mit der sprechenden Eselin weit mehr als ein bloßes Märchen. Zunächst können die Verse 22,20–35  als Traumgesicht von Bileam verstanden werden. Das sprechende, demütige Lasttier ist eine dramaturgische Antithese zum bisweilen arrogant auftretenden Bileam, dient aber hauptsächlich als Plädoyer gegen Tierquälerei. Dazu ein Kommentar von Maimonides: 
„Unsere Weisen haben festgestellt, dass es in der Torah ausdrücklich verboten ist, einem Tier Schmerzen zu verursachen, und dass dieses Verbot auf dem Satz beruht: Warum hast du deine Eselin geschlagen?“
Nach der Schilderung, wie Bileam Israel segnete, wird beschrieben, dass Israeliten von heidnischen Frauen verführt wurden (4 Mos 25 ); Israeliten wurden von diesen Frauen dazu verführt, dem Götzen Baal zu opfern. Der Rat dazu, den Israeliten eine solche Falle zu stellen, wurde Bileam zugeschrieben (4 Mos 31,16 ). Wohl deshalb wurde Bileam vom Heer der Israeliten, das Moses anführte, getötet (4 Mos 31,8 ).

### Neues Testament
Bileam wird auch dreimal im Neuen Testament erwähnt und als Beispiel für das Verhalten der Anhänger von Irrlehren genannt (2 Petr 2,15, Jud 11  und Off 2,14 ).

## Archäologisches Indiz
1967 wurden bei Ausgrabungen am Tell Der-Alla (Sukkoth im Jordantal, heute Jordanien) ein außerbiblisches Indiz für die Geschichtlichkeit des Bileam gefunden: Putzfragmente mit einer aramäischen Inschrift, die mit der Radiokohlenstoffmethode auf 816 v. Chr. ± 70 Jahre (uncal.) datiert wurden.

„Inschrift [Bi]leams[, des Sohnes Beor]s, des Mannes, der ein Seher der Götter war. Siehe, die Götter kamen des Nachts zu […] gemäß dem Spruch Els. Und sie sprachen zu [Bilea]m, dem Sohn Beors, so: Ein jeder wir machen ohne […] Da stand Bileam am Morgen auf...Er weinte bitterlich und Eliqa (oder: Sein Volk) kam zu ihm [und sprach: Waru]m weinst du? Und er sprach zu ihnen: Nehmt Platz! Ich werde euch verkünden, was Sch[agar…] Und kommt, seht das Werk der Götter […] Die Götter versammelten sich, die Schaddaigötter traten zur Versammlung zusammen und sagten zu Scha[gar]: (Es folgt eine Besänftigung der Göttin Schagar durch die anderen Götter)“

## Deutungen
Eine wichtige Prophezeiung Bileams ist die in 4 Mos 24,17 , beschriebene: „Ich sehe ihn, aber nicht jetzt; ich schaue ihn, aber nicht von nahem. Es wird ein Stern aus Jakob aufgehen und ein Zepter aus Israel aufkommen ...“. Im Judentum meist auf König David bezogen, wird diese Stelle im Christentum als Hinweis auf das Kommen Jesu Christi gedeutet. Die Geschichte von den Weisen aus dem Morgenland aktualisiert diese Verheißung; wie Bileam, der den Stern angekündigt hat, kommen sie aus dem Osten, um die Einlösung der Prophezeiung zu bestätigen (vgl. die Geschichte von den Weisen aus dem Morgenland in Mt 2 ). Die Geschichte ist damit eine narrative Variante der bei Matthäus üblichen Reflexionszitate, vgl. das gesamte Kapitel Matthäus 2.

## Rezeption
Anknüpfend an die überlieferte Geschichte von dem Reittier, das sich als einsichtiger erweist als sein Reiter, nannte 1938 der Berliner Theologe Erich Klapproth sein Motorrad, das ihm die Bekennende Kirche für Dienstfahrten in der Mark Brandenburg zur Verfügung gestellt hatte, den Esel Bileams. Die Fahrten durch sein Betreuungsgebiet inspirierten ihn zu etlichen gleichnishaften Kurzgeschichten über Fragen des christlichen Lebens und Glaubens, von denen 1941 eine Sammlung beim Verlag R. Brockhaus in Wuppertal unter dem Titel Der Esel Bileams – Fahrten und Gedanken auf märkischen Landstraßen erschien.
Im Roman Die Brüder Karamasow von Fjodor Michailowitsch Dostojewski äußert sich unerwartet der ansonsten schweigsame Diener Smerdjakow und wird daraufhin mit Bileam verglichen.
Der Musiker und Schriftsteller Nick Cave zitierte die Bileam-Geschichte im Titel seines ersten Romans And the Ass Saw the Angel (Und die Eselin sah den Engel).